# The Power of Positive Swinging
The Power of Positive Swinging è un album di Bob Brookmeyer e Clark Terry, pubblicato dalla Mainstream Records nel marzo del 1965 (ma registrato nel corso del 1964).

## Tracce
Lato A
1. Dancing on the Groove – 2:33 (Bob Brookmeyer)
2. Battle Hymn of the Republic – 3:32 (Brano tradizionale)
3. The King – 5:44 (Count Basie)
4. Ode to a Flugelhorn – 5:38 (Clark Terry)
5. Gal in Calico – 6:04 (Leo Robin, Arthur Schwartz)

Lato B
1. Green Stamps – 5:08 (Bob Brookmeyer)
2. Hawg Jawz – 2:24 (Clark Terry)
3. Simple Waltz – 5:18 (Bob Brookmeyer, Clark Terry) – Registrato nel Marzo 1964 a New York
4. Just an Old Manuscript – 7:30 (Andy Razaf, Don Redman, Dick Redmond)

## Musicisti
- Bob Brookmeyer - trombone a pistoni
- Clark Terry - flugelhorn, tromba
- Roger Kellaway - pianoforte
- Bill Crow - contrabbasso
- Dave Bailey - batteria